# Andromeda IX
Andromeda IX (And IX) – karłowata galaktyka sferoidalna w konstelacji Andromedy. Jest satelitą Galaktyki Andromedy. Została odkryta w 2004 roku przez zespół astronomów pod przewodnictwem Daniela B. Zuckera. W momencie odkrycia była to galaktyka o najniższej znanej jasności powierzchniowej i jasności absolutnej. Odległość And IX od Ziemi jest niemal równa dystansowi dzielącemu nas od Galaktyki Andromedy i maleje w tempie 216 km/s.